# Arianos

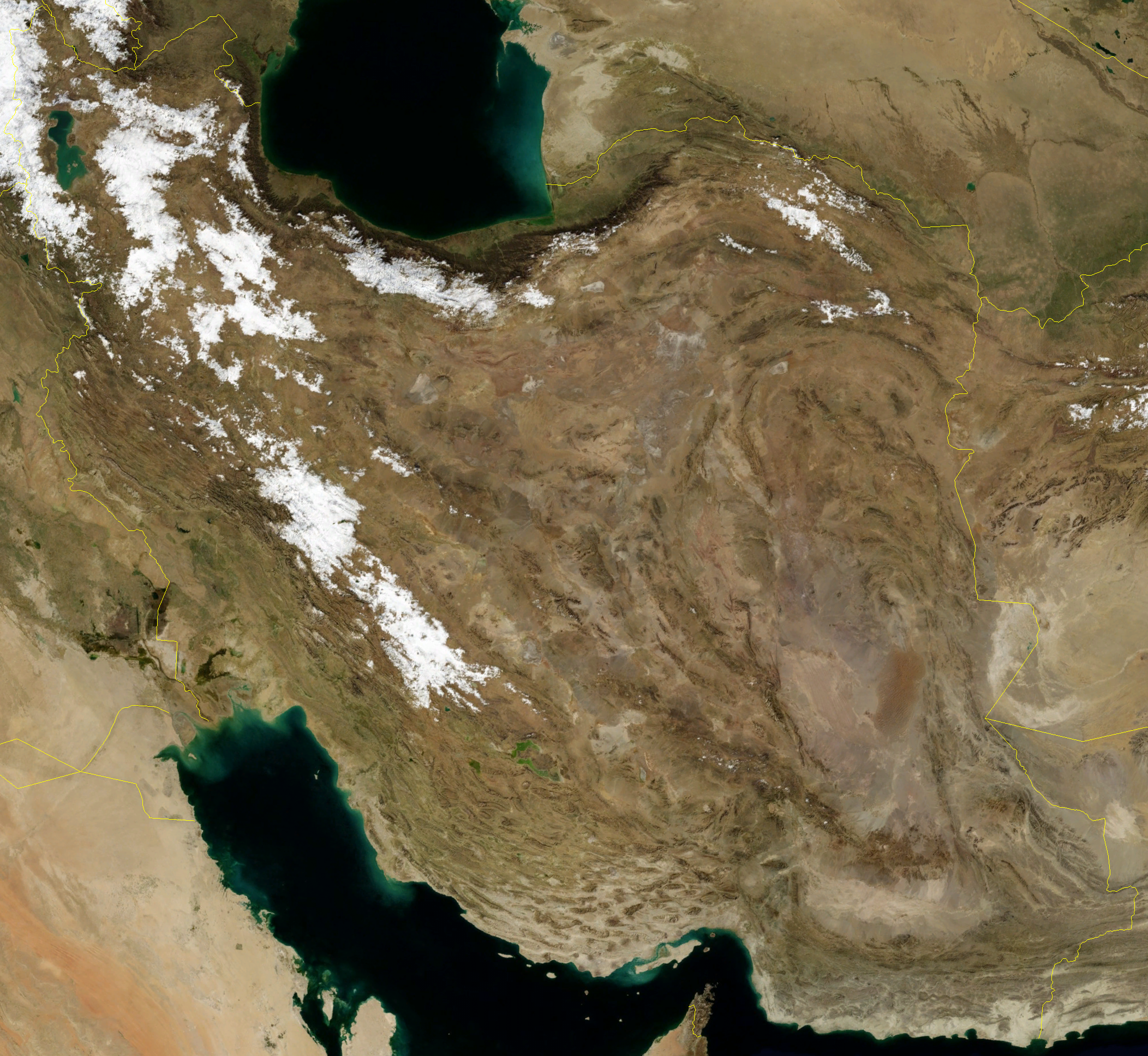
Imagem de satélite do planalto iraniano, onde os arianos ter-se-iam estabelecido desde o final do terceiro milénio antes de Cristo.

O termo ariano ou árico, ao referir-se a um grupo étnico, tem vários significados. Refere-se, mais especificamente, ao subgrupo dos indo-europeus que se estabeleceu no planalto iraniano desde o final do terceiro milénio antes de Cristo. Por extensão, a designação "arianos" (não o termo "árias") passou a referir-se a vários povos originários das estepes da Ásia Central — os Indo-europeus — que se espalharam pela Europa e pelas regiões já referidas, a partir do final do neolítico. O nome ariano vem do sânscrito arya, que significa nobre.
Até recentemente, acreditava-se que os arianos teriam invadido o subcontinente indiano por volta de 1 500 a.C., vindo do norte, pelo Punjabe, disseminando-se pela Índia, Pérsia e regiões adjacentes. Teriam sido os descendentes dos indo-europeus que fundaram a civilização indiana, subjugando as populações locais, dando origem ao sistema de castas e, mais especificamente, às castas dominantes dos brâmanes, xátrias e vaixás. A sua cultura teria ficado particularmente expressa nos Vedas e, principalmente, no Rig Veda, considerado como o mais antigo. Embora essa hipótese da invasão ariana na Índia tenha sido questionada desde o final do século XIX, por causa de certas descobertas arqueológicas e geológicas e pela proposta de interpretações das evidências conhecidas anteriormente, novos estudos do âmbito genético põem-na em evidencia e tornam-na afinal mais credível.

## Etimologia
A palavra ariano tem origem no latim ariānus (ariāna, ariānum), referindo-se à região da Ária. Esta região, designada por Arīa ou Ariāna em latim, corresponderia à parte ocidental da Pérsia ou da Ásia, e deve o seu nome à adaptação dos termos gregos Areía ou Aría que, por sua vez, remontam aos radicais persas ariya — ou ao avéstico airya — que se referem a povos invasores e dominantes que mantinham, contudo, solidariedade étnica em relação aos povos dominados, considerados "bárbaros". A forma Aryāna, do persa antigo, aparece depois em avéstico como Æryānam Väejāh ("Território dos arianos"); em persa médio como Ērān, e no persa moderno como Īrān, que deu origem, em português, a Irão ou Irã. De modo semelhante, a Índia setentrional já foi designada em tempos antigos pelo vocábulo composto (tatpurusa) Aryavarta "Arya-residência".
O termo Indo-ariano ar-ya- provém do protoindo-europeu ar-yo-, um termo formado pela adjectivação com a partícula yo- da raiz ar que significa "juntar com perícia", tal como aparece no grego harma, que significa "carro" ou na raiz aristos, (de onde provém "aristocracia"), ou as palavras latinas ars (arte), etc. O protoindo-iraniano ar-ta- está relacionado com o conceito de algo "articulado de forma adequada", relacionado com uma visão religiosa de ordem cósmica.
Já se sugeriu que o adjectivo *aryo- remontava aos tempos Proto-Indo-Europeus, onde era usado como auto-designação dos falantes desta língua. Sugeriu-se, mesmo, que outras palavras como Éire, o nome em gaélico irlandês para Irlanda, ou a palavra alemã Ehre ("honra") estavam relacionadas com esta palavra, mas tal hipótese é, hoje, considerada insustentável. De facto, se o Proto-Indo-Europeu ar-yo- é, sem dúvida, um vocábulo qualificador perfeitamente aceitável, não existe evidência consensual de que tenha sido utilizado como auto-designação por outros grupos étnicos independentes do ramo Indo-Iraniano. 
Na década de 1850, Max Müller avançou com a hipótese de que a palavra se referia a populações que se dedicavam à agricultura, já que supunha que houvesse relação com a raiz proto-indo-europeia arh que significa "lavrar a terra". Outros autores do século XIX, como Charles Morris, voltaram a defender esta ideia, relacionando-a com a expansão da agricultura que é frequentemente ligada à expansão dos povos indo-europeus. Muitos dos linguistas da actualidade rejeitam esta possibilidade.
Ainda nos dias de hoje, os Arménios auto-designam-se como Aryaee, ou Arianos (com conotação racial de "sangue puro").

### Semântica do sânscritoarya
Erro Lua em Módulo:Hatnote_list na linha 58: attempt to index upvalue 'mFormatLink' (a boolean value).
De acordo com Paul Thieme (1938), o termo védico arya-, no seu uso original, refere-se a "estrangeiros", mas "estrangeiros" que são potencialmente "convidados" - isto é, com os quais se estabelece uma certa solidariedade étnica, em oposição aos "bárbaros" (mleccha, dasa) e seria a auto-designação étnica, Arya é o oposto directo de Dasa ou Dasyu no Rigveda (e.g. RV 1.51.8, ví jānīhy âryān yé ca dásyavaḥ "Discerni bem, ó Aryas e Dasyus"). Esta situação é comparável ao uso do termo "Helénico"  na Grécia Antiga. A interjeição do indo-árico médio arē!, rē!, que corresponderá ao português "Tu aí!" ou "Você aí!" deriva do vocativo arí! "estrangeiro!".
O dicionário sânscrito Amarakosha (cerca de 450 d.C.) define Arya como mahākula kulīnārya - "pertencente a uma família nobre", sabhya - "tendo modos gentis e refinados", sajjana - "bem-nascido e respeitável", e sādhava "que é virtuoso, honrado e recto".
No hinduísmo, os brâmanes, xátrias e vaixás iniciados na religião Hindu eram arya, um título de honra e respeito devido a certas pessoas pelo seu nobre comportamento. A palavra arya pode, inclusivamente, ser usada para identificar os hindus, budistas e jainistas.